# فهرست مسائل کوله‌پشتی
مسئله کوله‌پشتی، یکی از مسائل مورد مطالعه در بهینه سازی ترکیبیاتی است که در بعضی موارد در زندگی واقعی نیز کاربرد دارد. به همین دلیل تعدادی از حالات خاص یا حالات کلی آن مورد آزمایش قرار گرفته‌است.
چیزی که در تمام نسخه‌های این مسئله مشترک است، وجود مجموعه‌ای با n عضو است، که هر عضو با اندیس j که {\displaystyle 1\leq j\leq n}، یک ارزش {\displaystyle p_{j}} و وزن {\displaystyle w_{j}} دارد. متغیر دودویی تصمیم {\displaystyle x_{j}} برای انتخاب کردن اشیا به کار میرود. هدف برداشتن تعدادی از اعضا است، به طوری که ارزش کلشان بیشینه شود و در عین حال بیشینه مجموع وزن اشیا انتخاب‌شده از {\displaystyle W} تجاوز نکند. در حالت کلی، این ضرایب در عددی ضرب می‌شوند (مقیاس می‌شوند) تا به اعداد صحیح تبدیل شوند و همیشه فرض می‌شود که این ضرایب عدد طبیعی هستند.
مسئله کوله‌پشتی در ساده‌ترین شکل به صورت زیر است:
{\displaystyle \sum _{j=1}^{n}p_{j}x_{j}} را بیشینه کنید، به طوری‌که {\displaystyle \sum _{j=1}^{n}w_{j}x_{j}\leq W}،{\displaystyle x_{j}\in \{0,1\}}،{\displaystyle \forall j\in \{1,\ldots ,n\}}.

## کلی‌سازی مستقیم
یک شکل رایج این مسئله این است که هر عضو بتواند چندین بار انتخاب شود. مسئله کوله‌پشتی محدود برای هر عضو {\displaystyle j}، یک کران بالای {\displaystyle u_{j}} (که می‌تواند یک عدد صحیح مثبت یا بی‌نهایت باشد.) که تعداد دفعاتی است که عضو {\displaystyle j}ام انتخاب شده‌است را مشخص می‌کند:
{\displaystyle \sum _{j=1}^{n}p_{j}x_{j}} را بیشینه کنید، به طوری‌که {\displaystyle \sum _{j=1}^{n}w_{j}x_{j}\leq W}، {\displaystyle u_{j}\geq x_{j}\geq 0} و
{\displaystyle x_{j}} برای هر {\displaystyle j} عددی صحیح است.
مسئله کوله‌پشتی نامحدود (که گاهی اوقات مسئله کوله‌پشتی صحیح نیز خوانده می‌شود) برای تعداد تکرارهای یک عضو کران بالایی قرار نمی‌دهد:
{\displaystyle \sum _{j=1}^{n}p_{j}x_{j}} را بیشینه کنید، به طوری‌که {\displaystyle \sum _{j=1}^{n}w_{j}x_{j}\leq W} و {\displaystyle x_{j}\geq 0}، {\displaystyle x_{j}} برای هر j عددی صحیح است.
در سال 1975 لوکر ثابت کرد که نوع نامحدود مسئله ان‌پی کامل است. هر دو نوع محدود و نامحدود این مسئله یک FPTAS دارند (در اصل شبیه به همان است که در مسئله کوله‌پشتی 0-1 استفاده شد).
اگر اعضا در k دسته که با {\displaystyle N_{i}} نشان داده می‌شوند طبقه بندی شوند، و دقیقاً از هر کلاس یک عضو انتخاب شود آنگاه با مسئله کوله‌پشتی چند گزینه ای روبرو هستیم:
{\displaystyle \sum _{i=1}^{k}\sum _{j\in N_{i}}p_{ij}x_{ij}}
را بیشینه کنید، به طوری‌که {\displaystyle \sum _{i=1}^{k}\sum _{j\in N_{i}}w_{ij}x_{ij}\leq W} ؛ {\displaystyle \sum _{j\in N_{i}}x_{ij}=1}، برای هر {\displaystyle 1\leq i\leq k}
و {\displaystyle x_{ij}\in \{0,1\}}، برای هر{\displaystyle 1\leq i\leq k} و هر {\displaystyle j\in N_{i}}.
اگر برای هر عضو ارزش و وزنش یکسان باشند، با مسئله جمع زیرمجموعه ها روبرو هستیم (اغلب مسئله تصمیم که متناظر با آن است به جای آن داده می‌شود):
{\displaystyle \sum _{j=1}^{n}p_{j}x_{j}}
را بیشینه کنید، به طوری‌که {\displaystyle \sum _{j=1}^{n}p_{j}x_{j}\leq W}، {\displaystyle x_{j}\in \{0,1\}}.
اگر n عضو و m کوله‌پشتی با ظرفیت {\displaystyle W_{i}} داشته باشیم،با مسئله کوله‌پشتی چندگانه روبرو هستیم:
{\displaystyle \sum _{i=1}^{m}\sum _{j=1}^{n}p_{j}x_{ij}}
را بیشینه کنید، به طوریکه {\displaystyle \sum _{j=1}^{n}w_{j}x_{ij}\leq W_{i}}، برای هر {\displaystyle 1\leq i\leq m}
و {\displaystyle \sum _{i=1}^{m}x_{ij}\leq 1}، برای هر {\displaystyle 1\leq j\leq n}
و {\displaystyle x_{ij}\in \{0,1\}}، برای هر {\displaystyle 1\leq j\leq n} و هر {\displaystyle 1\leq i\leq m}.
به عنوان یک حالت خاصِ مسئله کوله‌پشتی چندگانه، هنگامی که ارزش‌ها با وزن‌ها برابر و همه صندوق‌ها حجم برابر داشته باشند، با مسئله حاصل جمع زیرمجموعه‌های چندگانه روبرو هستیم:
مسئله کوله‌پشتی درجه دوم:
{\displaystyle \sum _{j=1}^{n}p_{j}x_{j}+\sum _{i=1}^{n-1}\sum _{j=i+1}^{n}p_{ij}x_{i}x_{j}} را بیشینه کنید، به طوری‌که {\displaystyle \sum _{j=1}^{n}w_{j}x_{j}\leq W}،
{\displaystyle x_{j}\in \{0,1\}}
برای هر
{\displaystyle 1\leq j\leq n}.
مسئله کوله‌پشتی مجموعه-اجتماع(SUKP):
SUKP توسط Kellerer و همکارانش ( در صفحه 423) همانطور که در ادامه آمده تعریف شده‌است:

مجموعه {\displaystyle N=\{1,\ldots ,n\}} شامل {\displaystyle n} عضو و {\displaystyle P=\{1,\ldots ,m\}} شامل {\displaystyle m} عضو داده شده است، هر عضو {\displaystyle j} به یک زیرمجموعه {\displaystyle P_{j}} از مجموعه {\displaystyle P} مربوط میشود. برای هر{\displaystyle j=1,\ldots ,n} ، عضو {\displaystyle j}ام ارزش نامنفی {\displaystyle p_{j}} دارد، و برای هر {\displaystyle i=1,\ldots ,m} ، عضو {\displaystyle i} ام وزن نامنفی {\displaystyle w_{i}} دارد. وزن کلی یک مجموعه از اعضا برابر با مجموع وزن اعضای متناظر آن در مجموعه است. هدف پیدا کردن زیرمجموعه ای از عضوها است که وزن کلی آن از حجم کوله‌پشتی بیشتر نشود و ارزش بیشینه را داشته باشد.

## محدودیت چندگانه
اگر بیشتر از یک محدودیت وجود داشته‌باشد (برای مثال هم محدودیت حجمی و هم محدودیت وزنی داشته‌باشیم، در حالی‌که حجم و وزن هر شی هیچ رابطه‌ای با یکدیگر ندارند)، به مسئلهٔ کوله‌پشتی با شرایط چندگانه، مسئله کوله‌پشتی چند بعدی، یا مسئله کوله‌پشتی m- بعدی می‌رسیم (توجه کنید که "بُعد" در این‌جا هیچ ارتباطی به شکل اشیا ندارد). این مسئله انواع 0-1، محدود و نامحدود دارد که نوع نامحدود آن در زیر نشان داده شده‌است:
{\displaystyle \sum _{j=1}^{n}p_{j}x_{j}}
را بیشینه کنید، به طوریکه
{\displaystyle \sum _{j=1}^{n}w_{ij}x_{j}\leq W_{i}}
، برای هر
{\displaystyle 1\leq i\leq m}
{\displaystyle x_{j}\geq 0}، {\displaystyle x_{j}} برای هر {\displaystyle 1\leq j\leq n} عددی صحیح باشد.
در حدود سال 1980 نشان داده شد که نوع 0-1 مسئله (برای هر {\displaystyle m\geq 2} ثابت) ان‌پی کامل است و به‌طور قویتر FPTAS ندارد مگر اینکه P = NP.
انواع محدود و نامحدود مسئله نیز (برای هر{\displaystyle m\geq 2} ثابت) درجه سختی مشابه دارند.
برای هر {\displaystyle m\geq 2} ثابت، این مسائل یک زمان اجرای شبه چندجمله‌ای (مشابه مسئله کوله‌پشتی اصلی) و یک PTAS دارند.

## مسئله‌های مشابه کوله‌پشتی
اگر ارزش همهٔ اشیا یک باشد می‌توانیم تلاش کنیم تا تعداد اشیایی که کوله‌پشتی را کاملاً پر می‌کنند، کمینه کنیم:
{\displaystyle \sum _{j=1}^{n}x_{j}} را کمینه کنید، به طوریکه {\displaystyle \sum _{j=1}^{n}w_{j}x_{j}=W} و
{\displaystyle x_{j}\in \{0,1\}}،
{\displaystyle \forall j\in \{1,\ldots ,n\}}.
اگر تعدادی جعبه (با سایز یکسان) داشته باشیم و هدف قرار دادن همهٔ n شی در حداقل تعداد جعبه ممکن باشد به مسللهٔ bin packing  (بسته بندی جعبه ها) می‌رسیم که با متغیرهای شاخص مدل می‌شود و {\displaystyle y_{i}=1} است اگر و تنها اگر جعبهٔ iم استفاده شود:
{\displaystyle \sum _{i=1}^{n}y_{i}}
را کمینه کنید، به طوریکه
{\displaystyle \sum _{j=1}^{n}w_{j}x_{ij}\leq Wy_{i}}،
{\displaystyle \forall i\in \{1,\ldots ,n\}}
و {\displaystyle \sum _{i=1}^{n}x_{ij}=1}، {\displaystyle \forall j\in \{1,\ldots ,n\}}
و {\displaystyle y_{i}\in \{0,1\}}، {\displaystyle \forall i\in \{1,\ldots ,n\}}
و {\displaystyle x_{ij}\in \{0,1\}}، {\displaystyle \forall i\in \{1,\ldots ,n\}\wedge \forall j\in \{1,\ldots ,n\}}.
مسئلهٔ cutting stock مشابه مسئلهٔ bin packing است، اما از آن‌جا که نمونه‌های عملی انواع کمتری از اعضا دارند، اغلب از فرمول دیگری استفاده می‌شود. عضو jم {\displaystyle B_{j}} مرتبه نیاز است، هر الگویی از اعضا که برای یک کوله‌پشتی مناسب باشد یک متغیر {\displaystyle x_{i}} دارد(m الگو وجود دارد) و الگوی i عضو j را {\displaystyle b_{ij}} بار استفاده می‌کند:
{\displaystyle \sum _{i=1}^{m}x_{i}}
را کمینه کنید، به طوریکه
{\displaystyle \sum _{i=1}^{m}b_{ij}x_{i}\leq B_{j}}
برای هر 
{\displaystyle 1\leq j\leq n}
و {\displaystyle x_{i}\in \{0,1,\ldots ,n\}}
برای هر
{\displaystyle 1\leq i\leq m}.
اگر برای مسئله کوله‌پشتی چندگزینه‌ای که در آن‌ها چند انتخاب وجود دارد، این محدودیت که در آن سایز هر زیرمجموعه n باشد را اضافه کنیم و محدودیت بر روی وزن کلی را حذف کنیم، به مسئلهٔ assignment می‌رسیم که مسئلهٔ پیدا کردن یک جور سازی دوبخشی بیشینه نیز است:
{\displaystyle \sum _{i=1}^{k}\sum _{j=1}^{n}p_{ij}x_{ij}}
را بیشینه کنید، به طوریکه
{\displaystyle \sum _{i=1}^{n}x_{ij}=1}
برای هر 
{\displaystyle 1\leq j\leq n}
و {\displaystyle \sum _{j=1}^{n}x_{ij}=1}
برای هر
{\displaystyle 1\leq i\leq n}
و {\displaystyle x_{ij}\in \{0,1\}}
برای هر {\displaystyle 1\leq i\leq k} و برای هر {\displaystyle j\in N_{i}}.
در مسئله کوله‌پشتی با چگالی بیشینه وزن اولیه {\displaystyle W_{0}} است و ما تراکم اشیای انتخابی را تا زمانی‌که با محدودیت‌های ظرفیت مغایرت نداشته باشد، زیاد می‌کنیم:
{\displaystyle {\frac {\sum _{j=1}^{n}x_{j}p_{j}}{w_{0}+\sum _{j=1}^{n}x_{j}w_{j}}}}
را بیشینه کنید، به طوریکه
{\displaystyle \sum _{j=1}^{n}w_{j}x_{j}\leq W} و {\displaystyle x_{j}\in \{0,1\}}، {\displaystyle \forall j\in \{1,\ldots ,n\}}.
تعداد دیگری مسئله‌های مشابه کوله‌پشتی نیز وجود دارند که البته نسبت به مسئله‌های ذکرشده کمتر متداول هستند، شامل:
- مسئله کوله‌پشتی تو در تو
- مسئله کوله‌پشتی سقوط‌کننده
- مسئله کوله‌پشتی غیرخطی
- مسئله کوله‌پشتی معکوس پارامتری

سه مسئلهٔ آخر در مرجع کار کلرر و همکارانش، مشکلات کوله پشتی، مورد بحث و بررسی قرار گرفته‌اند.